# Liste des sites Ramsar au Guatemala
Cet article recense les zones humides du Guatemala concernées par la convention de Ramsar.

## Statistiques
La convention de Ramsar est entrée en vigueur au Guatemala le 26 octobre 1990.
En janvier 2020, le pays compte 7 sites Ramsar, couvrant une superficie de 6 285,92 km2.

## Liste
| Site                                   | Département  | Notes | Date            | Superficie (km²) | Altitude (m) | Identifiant Ramsar | Identifiant WDPA | Coordonnées                         | Photo |
| -------------------------------------- | ------------ | ----- | --------------- | ---------------- | ------------ | ------------------ | ---------------- | ----------------------------------- | ----- |
| Parc national Laguna del Tigre (es)    | Petén        |       | 26 juin 1990    | 3 350,80         | 60 - 182     | 488                | 67982            | 17° 27′ 00″ nord, 90° 52′ 01″ ouest |       |
| Manchón-Guamuchal (es)                 | San Marcos   |       | 25 avril 1995   | 135,00           | 0 - 20       | 725                | 95336            | 14° 28′ 01″ nord, 92° 04′ 59″ ouest |       |
| Refuge de vie sauve Bocas del Polochic | Izabal       |       | 20 mars 1996    | 212,27           | 2 - 5        | 813                | 145530           | 15° 25′ 01″ nord, 89° 22′ 01″ ouest |       |
| Punta de Manabique (es)                | Izabal       |       | 28 janvier 2000 | 1 329,00         | 0 - 20       | 1016               | 198322           | 15° 49′ 59″ nord, 88° 28′ 01″ ouest |       |
| Parc national Yaxhá-Nakum-Naranjo      | Petén        |       | 2 février 2006  | 371,60           | 50 - 250     | 1599               | 902858           | 16° 57′ 50″ nord, 89° 23′ 20″ ouest |       |
| Écorégion Laguna Lachuá (es)           | Alta Verapaz |       | 24 mai 2006     | 535,23           |              | 1623               | 902872           | 15° 52′ 59″ nord, 90° 40′ 01″ ouest |       |
| Réserve à usages multiples Río Sarstún | Izabal       |       | 22 mars 2007    | 352,02           | 0 - 402      | 1667               | 903037           | 15° 51′ 00″ nord, 88° 58′ 01″ ouest |       |